# Alix Didier Fils-Aimé
Alix Didier Fils-Aimé (Puerto Príncipe, 14 de noviembre de 1971) es un empresario haitiano que fue nombrado el 10 de noviembre de 2024 como primer ministro interino de Haití, sucediendo a Garry Conille, quien fue despedido por el Consejo Presidencial de Transición el mismo día. Anteriormente se postuló sin éxito para un puesto en el Senado de Haití y fuera de la política, posee múltiples tiendas de tintorería.
Fue presidente de la Cámara de Comercio de Haití en el gobierno del expresidente Michel Martelly. Es miembro fundador de las Empresas Haitianas de Tecnologías de la Información y la Comunicación (ATIC), una organización haitiana que promueve y aumenta el sistema tecnológico.